# Bähr
Bähr, även skrivet Baehr eller Bæhr, är ett tyskt efternamn som burits av bland andra:
- George Bähr (1666–1738), tysk arkitekt under barocken
- Göran (Georg) Bähr (Behr, Ursinius) (1595–1624), svensk ämbetsman
- Johann Kristian Felix Bähr (1798–1872), tysk filolog
- Otto Bähr (1817–1895), tysk jurist
- Per Andersen Bæhr (född 1944), norsk samisk politiker